# Новая Деревня (Старорусский район)
Новая Деревня — деревня в Старорусском районе Новгородской области, с весны 2010 года относится к Великосельскому сельскому поселению, прежде входила в ныне упразднённое Астриловское сельское поселение. На 1 января 2011 года постоянное население деревни — 1 житель, число хозяйств — 1. В 2013 году жителей не осталось.

## География
Деревня находится на Приильменской низменности на высоте 68 м над уровнем моря. Деревня расположена на реке Коростовка в семи километрах к западу от деревни Астрилово.

## История
Указом ПВС РСФСР от 03.12.1953 деревня Язвы была переименована в Новую Деревню.

## Население
| 2010 | 2011 | 2012 | 2013 |
| ---- | ---- | ---- | ---- |
| 0    | ↗1   | →1   | ↘0   |

## Транспорт
Ближайшая железнодорожная станция расположена в Тулебле.